# بريجيت جيرو
بريجيت جيرو (بالفرنسية: Brigitte Giraud)‏ هي كاتبة روائية فرنسية، ولدت في 1960 في سيدي بلعباس في الجزائر. فازت عام 2022 بجائزة غونكور الأدبية عن روايتها «"العيش سريعا" Vivre vite».

## وصلات خارجية
- بريجيت جيرو على موقع IMDb (الإنجليزية)